# Hans-Dieter Jancker
Hans-Dieter Jancker (* 7. Januar 1952 in Grevesmühlen) ist ein deutscher Journalist und Sportler.

## Leben
Nach dem Abitur und dem Wehrdienst bei der NVA studierte er an der Rotes Kloster genannten Sektion Journalistik der Karl-Marx-Universität in Leipzig. Neben verschiedenen Stationen bei der Aktuellen Kamera  erarbeitete er auch Beiträge für die Sportredaktion des DFF. 1979 kam er nach Dresden, um dort als Korrespondent der Aktuellen Kamera aus dem Bezirk Dresden zu berichten. Auffällig war bei seinen Fernsehauftritten ein gelber Pullover, den er als Westgeschenk regelmäßig trug.
Nach der Wende und der damit verbundenen Umgestaltung der Aktuellen Kamera verschwand Jancker aus der Sendung. Einer seiner letzten Fernsehauftritte war am 19. Dezember 1989 die Direktübertragung von Helmut Kohls Auftritt vor der Ruine der Dresdner Frauenkirche.
1990/91 arbeitete Jancker beim Landessender Sachsen (DFF) für die Sendung „Bei uns in Sachsen“ und verantwortete das Kulturmagazin „Cultus“.
Nach der Gründung des Mitteldeutschen Rundfunks (MDR) wurde Jancker nicht als festangestellter Mitarbeiter übernommen, aber als freier Mitarbeiter weiter beschäftigt, zumeist für die Sendung MDR-Aktuell, zuerst in Dresden, später ab 2002 in Leipzig. Nach Jahren als Redakteur arbeitete Jancker bis zur Rente 2017 als Senderegisseur.
Neben seiner Tätigkeit als Fernsehjournalist ist Hans-Dieter Jancker schon zu DDR-Zeiten als Marathonläufer bekannt geworden. Er hat als Mitglied des SV Elbland Coswig-Meißen in den vergangenen Jahren erfolgreich an zahlreichen nationalen und internationalen Laufveranstaltungen teilgenommen. In seiner Altersklasse M 65 gehört er zur Spitze der deutschen Marathonläufer. Beim Voralpenmarathon im September 2006 errang er im Allgäu die deutsche Meisterschaft in seiner Altersklasse im Ultratrail. 2008 wurde er in Marburg Deutscher Meister über 50 km in der Altersklasse M55. Bei seinen mehr als 25 Teilnahmen am Rennsteiglauf (seit 1984) belegte er in seiner Altersklassen mehrfach auf der Supermarathonstrecke den 1. Platz.
Seit 2017 startet er für die LG Ultralauf und gewann mehrere Deutsche Meistertitel. 2017: Sechs Stunden, 50 km, Ultratrail. 2018: 100 km, 50 km, Ultratrail.
2018 wurde Jancker in Sveti Martin na Muri (Kroatien) über 100 Kilometer Weltmeister in der Altersklasse M65.
2022 wurde Jancker in Bernau bei Berlin erneut Weltmeister über 100 Kilometer (AM 70).
Hans-Dieter Jancker ist entfernt mit dem ebenfalls in Grevesmühlen geborenen Fußball-Nationalspieler Carsten Jancker verwandt.